# Podkilavac
Podkilavac is een plaats in de gemeente Jelenje in de Kroatische provincie Primorje-Gorski Kotar. De plaats telt 320 inwoners (2001).